# Stötten
Stötten là một đô thị ở Ostallgäu bang Bayern thuộc nước Đức.